# Pierre Ernou
Pierre Ernou, känd som le chevalier Ernou, 1685-1739, var en fransk målare.
Litet är känt om hans liv. Han var son till den franske målaren Jean Ernou. Under sin karriär bevistade han bl.a. städerna Paris och Lyon.

## Källhänvisningar
- Les Maîtres retrouvés - peintures françaises du XVIIe siècle du musée des Beaux-Arts d'Orléans, Paris, Somogy, 2002, s. 167.

## Fotnoter
1. 1 2  Andreas Beyer & Bénédicte Savoy (red.), Artists of the World Online, K.G. Saur Verlag och Walter de Gruyter, 2009, 10.1515/AKL, Artists of the World konstnärs-ID: 10206914T4, läst: 7 oktober 2024.[källa från Wikidata]
2. ↑  Union List of Artist Names, 8 augusti 2021, ULAN: 500026321, läs online, läst: 14 maj 2024.[källa från Wikidata]